# Nordenskiöldbasen
Nordenskiöldbasen är ett namn som ibland används för att beteckna den svenska forskningsstationen Wasa och den finska forskningsstationen Aboa, som ligger intill varandra vid Vestfjella i Drottning Mauds land, Antarktis.